# Comité de censure (Empire russe)

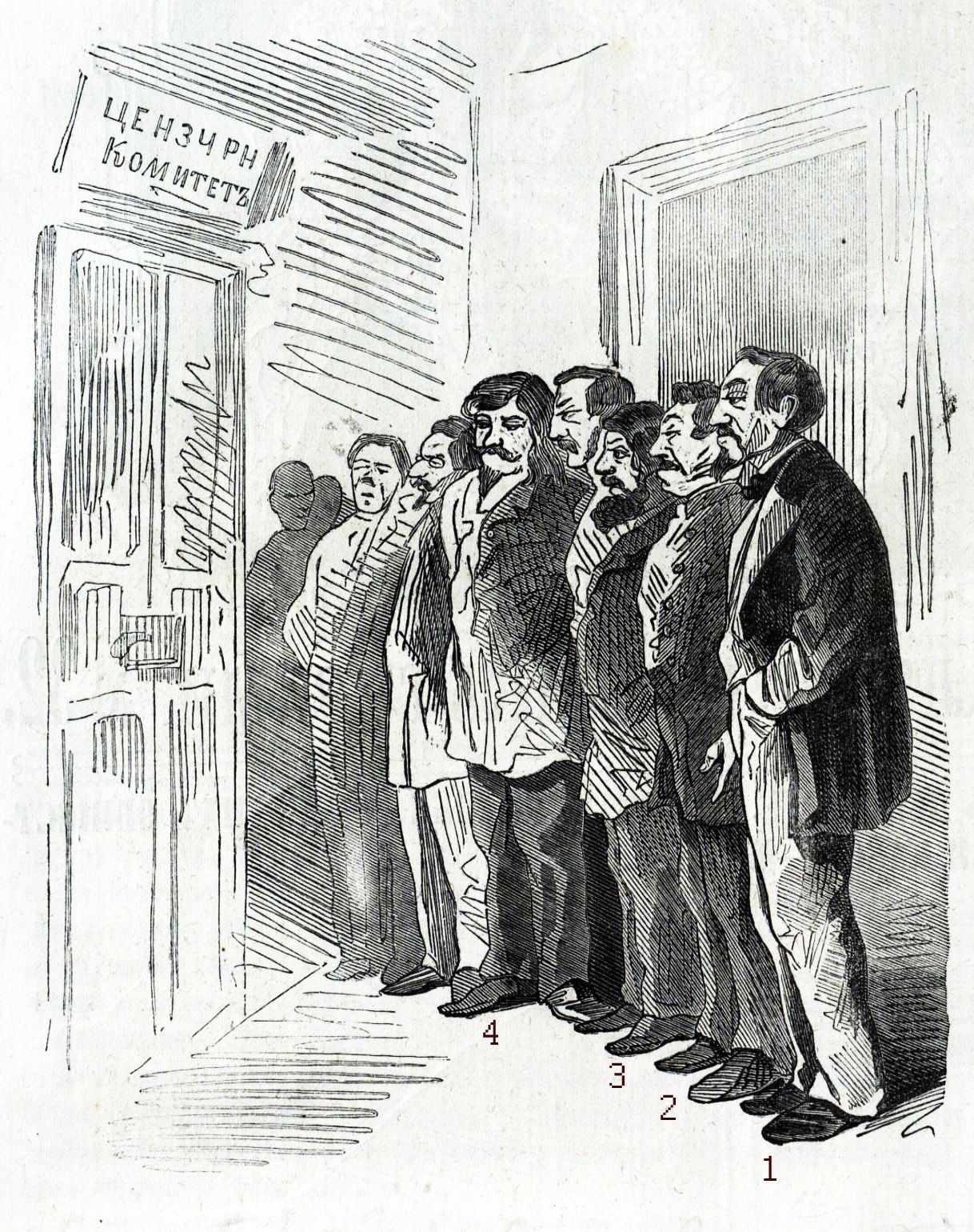
Des rédacteurs défendent leurs articles au bureau du Comité de censure
« Iskra », 1862, № 32.

Le Comité de censure (en russe : Цензу́рный комите́т) est un comité créé au sein de l'Empire russe qui relevait du Ministère de l'instruction publique de l'Empire russe en application du règlement sur la censure du 9 juillet 1804. Ce règlement stipulait en particulier :

1. La censure a l'obligation d'examiner toutes sortes de livres et d'écrits  destinés à l'usage du public.

2. L'objet principal de cet examen consiste à procurer à la  société des livres et écrits qui contribuent à la véritable éducation des esprits et à l'enseignement de la morale et de refuser la diffusion de ceux qui vont à l'encontre de cet objectif. 

3. Sur cette base, aucun livre ou écrit ne doit être imprimé dans l'Empire russe ou mis en vente qui n'a pas été au préalable  examiné par la censure .

Le comité central de la censure était celui de Saint-Pétersbourg qui relevait directement du ministère de l'instruction publique de la ville. Un comité de censure est créé en même temps à Moscou, à Vilnius, à Tartu, dans le district du Caucase et plus tard encore dans d'autres villes.
À partir du début du XXe siècle, le comité de censure est sous la tutelle du Ministère de l'Intérieur.